# Eodiscina
De Eodiscina vormen een onderorde van trilobieten, een bekende groep geleedpotigen die in zee leefden. De Eodiscina ontwikkelden zich tijdens het Atdabanian (Onder-Cambrium) en zijn uitgestorven aan het einde van het Midden-Cambrium. Ze zijn klein of zeer klein, hebben een kopschild (cephalon) en staartschild (pygidium) van bijna dezelfde vorm en grootte, met daartussen een lijf (of thorax) dat bestaat uit twee of drie segmenten. De Eodiscina omvatten zes families die onder een enkele superfamilie, de Eodiscoidea, worden geclassificeerd.

## Taxonomie

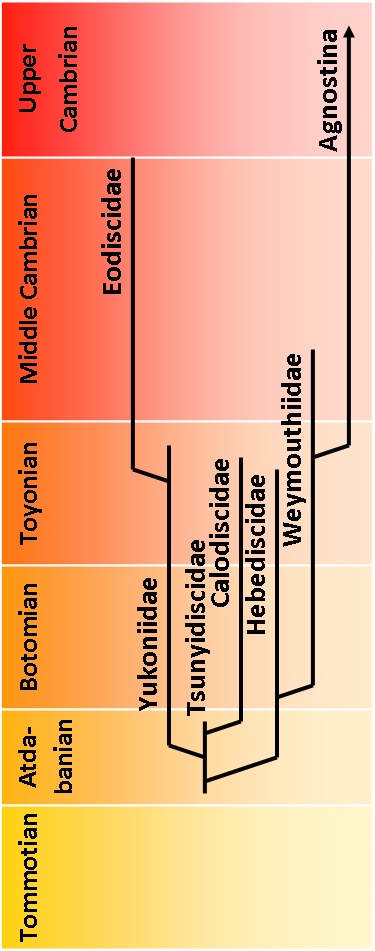
Cladogram van de verwantschap tussen de families van de orde Eodiscina, volgens Jell, 1975

De Eodiscina worden meestal beschouwd als de meer primitieve onderorde van de Agnostida en de Agnostina de meer geavanceerde. Sommige wetenschappers zijn van mening dat de Agnostina geen echte trilobieten zijn, en daarmee ook niet verwant kunnen zijn aan de Eodiscina. Deze wetenschappers hebben daarom voorgesteld om de groep tot orde te verheffen, die dan Eodiscida Kobayashi, 1939 zou worden genoemd.

### Oorsprong
De oudst bekende eodiscoide trilobiet is Tsunyidiscus. Het centrale, opgeheven deel van het kopschild (de glabella) van Tsunyidiscus lijkt sterk op dat van Dipharus clarki, en verschilt van alle andere eodiscoide trilobieten. Vermoedelijk is D. clarki het onvolwassen stadium van het redlichioide geslacht Bulaiaspis in plaats van een eodiscoide. Dit wordt gesuggereerd door de dominante wenkbrauwbogen, de extreem lange vrije wangen (of "librigenae") en de vrije uiteinden van het variabele aantal segmenten van het staartschild (of pygidium). Kortom: Tsunyidiscus heeft zich waarschijnlijk ontwikkeld uit Bulaiaspis door pedomorfose. Sommige auteurs beschouwen echter Sinodiscus changyangensis als de meest primitieve Eodiscina-soort.
Veel van de verschillen met andere trilobieten kunnen worden verklaard met pedomorfose, zoals het kleine aantal thorax segmenten en de zijrandige ("proparian") gezichtsscheurnaden, die voorkomen bij alle trilobieten tijdens de larvale ontwikkeling, terwijl het abatochroale oog sterk lijkt op de vroege ontwikkelingsstadia van de holochoale oog, waarbij lenzen elkaar ook niet raken.

### Relaties binnen de Agnostida
Drie lijnen worden verondersteld te zijn geëvolueerd uit de monotypische familie Tsunyidiscidae. Eerst de Calodiscidae. Ten tweede de Yukoniidae, waaruit dan de Eodiscidae zijn voortgekomen. En tot slot de Hebediscidae, waaruit de Weymouthiidae ontstonden, met onder meer het geslacht Tannudiscus, dat de waarschijnlijke voorouder bevat van Archaeagnostus (familie Peronopsidae), het vroegste geslacht van de onderorde Agnostina.

### Verschillen met andere versimpelde trilobieten
De Agnostina en enkele andere trilobieten hebben ook heel weinig thoraxsegmenten. Alle Agnostina missen ogen en hebben slechts twee thoraxsegmenten, kenmerken die zij delen met vele latere Eodiscina. De Eodiscina hebben echter altijd een scharnierende halve ring. Die halve ring dicht de opening af in de as tussen de thoraxsegmenten en het kopschild, die ontstaat wanneer het dier zich oprolt. Agnostida hebben geen scharnierende halve ring, wat resulteert in een opening tussen het lijf en het kopschild bij het oprollen, het zogenoemde kop-lijfdiafragma. Thoracocare (Corynexochida) heeft als volwassen dier slechts twee thoraxsegmenten, maar heeft een zeer breede, bijna rechthoekige glabella die de voorzoom van het kopschild over de gehele breedte raakt en mist een zoom aan het staartschild. Taklamakania, Pseudampyxina en Nanshanaspis (Raphiophoridae) hebben 3 thoraxsegmenten, maar bijna driehoekige kop- en staartschilden, wangstekels, en Taklamakania heeft bovendien een naar voren wijzende middenstekel op de kop.

## Kenmerken
Net als bij andere Agnostida is het lichaam van de Eodiscina klein, en zijn kopschild (of cephalon) en staartschild (of pygidium) van ongeveer dezelfde vorm en grootte. Ze hebben 2 of 3 thoraxsegmenten daartussen, elk bestaande uit een horizontale binnendeel dat abrupt overgaat in een hellend buitenste gedeelte (een toestand die fulcraat wordt genoemd). Het kopschild heeft een diep parabolische omtrek met de maximale breedte tussen de kophoeken. De zoom is convex. De grens tussen de segmenten van het centrale gewelfde deel van de kop (de zogenoemde glabella) zijn gewoonlijk vervaagd en de grootste breedte ligt aan de achterrand van het kopschild. Het gehemelte (of hypostoom), een verkalkte plaat aan de onderzijde van het kopschild, is niet verbonden met de onderkant van de zoom (een toestand die "zwevend" wordt genoemd). Een lip ontbreekt of is niet verkalkt. Met of zonder ogen. Gezichtsscheurlijnen (in het Engels "sutures") in het kopschild, die in de meeste andere trilobieten helpen bij de vervelling, bestaan ook bij vroege Eodiscina, maar zijn verloren bij veel latere vertegenwoordigers. Indien aanwezig zijn de gezichtsscheurnaden zijkantig (of "proparian"). Het voorste thoraxsegment is met een scharnierende halve ring verbonden met het kopschild zodat bij het oprollen zich geen gat in de bepantsering opent. De as van het staartschild heeft gewoonlijk zichtbare segmenten en strekt zich uit tot nabij de achterzoom, en in sommige soorten zijn ook de zijlobben (of pleural area) zichtbaar gesegmenteerd. Bij een aantal soorten zijn groeven meer of minder uitgevlakt (in het Engels "effacement"), zodat ze niet goed meer kunnen worden onderscheiden. Dit belemmert het reconstrueren van verwantschappen.

### Ogen
De ogen van Eodiscina zijn uniek onder trilobieten, als ze tenminste aanwezig zijn. Er zijn tot 70 afzonderlijk geplaatste kleine lenzen per oog, die elkaar niet raken maar van elkaar gescheiden zijn (door de zogenaamde "interlensar sclera"). Elke lens heeft een individuele hoornvlies, dat beperkt is tot het lensoppervlak. De huid tussen de lenzen is niet dikker dan de lenzen zelf. Een dergelijke oog heet abatochroal. Veel later Eodiscina verloren echter hun visuele organen helemaal, mogelijk het gevolg van leven in het donker.